# Carl Kempe
Johan Carl Kempe (Estocolmo, 8 de dezembro de 1884 — Encopinga, 8 de julho de 1967) foi um tenista e empresário sueco. Medalhista olímpico de prata em Estocolmo 1912, em duplas indoor com Gunnar Setterwall. Foi o líder da empresa de papel e celulose Mo och Domsjö AB.